# Zlatko Delić
Zlatko Delić (Drvar, 25. prosinca 1959. — Banja Luka, 8. travnja 2018.), bosanskohercegovački psiholog i enigmatičar. Dobitnik je više priznanja iz područja enigmatike.

## Životopis
Rodio se 25. prosinca 1959. godine u Drvaru. U rodnom gradu završio je osnovnu školu, a onda se preselio u Knin gdje je završio tamošnju gimnaziju. Križaljke je počeo izrađivati još kao srednjoškolac. Prvu takvu mu je još 1976. objavio popularni zagrebački časopis Vikend. Nakon srednje škole otišao je u Banju Luku gdje je završio fakultet, stekavši zvanje diplomiranog psihologa.
U Banjoj Luci proveo je ostatak života. Uspješno je gradio obje karijere, kako onu na području psihologije, tako i onu na području enigmatike. Kao psiholog često je pisao članke za tiskovine ili je gostovao u raznim elektroničkim medijima gdje je iznosio svoje analize društvenih pojava i fenomena.
Četiri i pol desetljeća Delić se bavio i enigmatikom. Kao enigmatičar objavio je više od 8.000 radova (najčešće križaljka, premetaljka i rebusa) u raznim enigmatičarskim i drugim poznatim časopisima i novinama, kao što su: Orbis, Vjesnikov Kviz, Novosti Enigma, Politika, Huper, izdanja banjalučke Bine – Skandi Rubikon, zvornička Zagonetka, Slobodna Dalmacija, Eureka, Čvorova izdanja, požarevački Kviz, izdanja EK Piramida iz Novoga Sada, te Iks, Skerco i Bravo skandi iz Beograda i ini.
Za svoje križaljke dobio je brojne nagrade, a objavljivao ih je pod pseudonimima Ludi Maks, Vinsent Vega, Psiho, Delija, Psihodelija i drugi. Bio je sudionikom brojnih enigmatskih susreta i natječaja. Zastupljen je u knjizi Istaknuti srpski enigmati, Ivice Mlađenovića (iz 1999.) i Leksikonu srpskih enigmata, Miroslava Lazarevića i Jovana Vukovića (iz 2007.), a spominje se i u Adresaru zagonetača Jugoslavije (iz 1984. godine).
Bio je član mnogih enigmatičarskih udruženja, kao što su: bjelovarski Čvor, EK Braničevo iz Požarevca kao i Enigmatskog saveza Srbije. Pamti se i njegovo sudjelovanje u Kikindi u pravljenju najveće križaljke na svijetu, duge čak 120 metara, koja je neslužbeni Guinessov rekord.
Hobiji ovog enigmatičara bili su i prevođenje stripova s engleskog jezika, kao i film. 

## Smrt
Delić je iznenada preminuo 8. travnja 2018. godine u svojoj 58. godini. Iza njega ostala je supruga i troje djece. Pokopan je 12. travnja 2018. na novom groblju Vrbanja u Banjoj Luci.